# Croton stenotrichus
Espèce
Croton stenotrichus est une espèce de plantes à fleurs du genre Croton et de la famille des Euphorbiaceae, présente au sud du Brésil.
Il a pour synonyme :
- Oxydectes stenotricha, (Müll.Arg.) Kuntze